# Apolo (gemeente)
Apolo is een gemeente (municipio) in de Boliviaanse provincie Franz Tamayo in het departement La Paz. De gemeente telt naar schatting 21.764 inwoners (2018). De hoofdplaats is Apolo.

## Indeling
- Cantón Apolo - 6.951 inwoners (2001)
- Cantón Aten - 3.573 inw
- Cantón Mojos - 56 inw
- Cantón Pata - 454 inw
- Cantón Santa Cruz del Valle Ameno - 2.141 inw